# Larry Sährendal
Larry Lars Olov Sährendal, född 23 juni 1934 i Eskilstuna, död 16 april 2006, var en svensk författare.
Sährendal var under 1950-talet verksam som jazzmusiker. I början av 1960-talet var han journalist på tidningen Folket i Eskilstuna och samtidigt författare av noveller som publicerades i tidningar. Han skrev även för Eskilstuna-Kuriren.